# گنگزارآباد
گنگزارآباد یا کورکش، روستایی در دهستان تنگ سرحه بخش پیپ شهرستان لاشار در استان سیستان و بلوچستان ایران است.

## جمعیت
بر پایه سرشماری عمومی نفوس و مسکن در سال ۱۳۹۵ ، جمعیت این روستا برابر با ۲۷۵ نفر (۵۸ خانوار) بوده‌است.